# Mandarin (språk)
Mandarin (traditionell kinesiska: 普通話, förenklad kinesiska: 普通话, pinyin: pǔtōnghuà, alternativt 北方话 běifānghuà, bokstavligen "nordliga dialekter") är en grupp kinesiska dialekter talade i större delen av norra och sydvästra Kina.
Med mandarin menas vanligtvis standardkinesiska använd i dagligt tal. Den lingvistiska definitionen av mandarin inkluderar däremot ett stort antal sinsemellan ofta obegripliga dialekter men används sällan av infödda talare för att beskriva sin språkidentitet. Istället används namnet på den dialekt talaren anser sig tillhöra (till exempel Sichuan-dialekt eller nordöstkinesiska), och enskilda talare är inte alltid medvetna om den mycket bredare lingvistiska definitionen. Det kan inte sägas finnas någon gemensam identitet som förenar samtliga talare av mandarin-dialekter, även om känslan av regional identitet ofta är mycket stark.
Som med alla andra kinesiska dialekter råder det stor oenighet om mandarin ska betraktas som ett språk eller en dialekt. Se kinesiska för mer ett utredande resonemang i denna fråga.

## Historik
Den nuvarande kategoriseringen mandarin utvecklades ur klassisk kinesiska och medeltidskinesiska.
De flesta kineser som bodde i ett brett bälte från nuvarande Manchuriet i öst till Yunnan i sydväst, använde olika varianter av mandarin som modersmål. Den språkliga likriktningen i norra Kina är till största del beroende av geografiska omständigheter, nämligen de stora slätterna i norra Kina. De sydliga delarna av landet, med sina bergskedjor och floder, har å andra sidan frambringat en mycket större flora av dialekter. Förekomsten av mandarin i sydvästra Kina beror till största del på den pestepidemi som under 1300-talet svepte genom provinsen Sichuan, en pestepidemi som har starka band till digerdöden i Europa.
Det finns ingen klar skiljelinje mellan var medeltidskinesiska upphör och mandarin uppstår, men (中原音韵, Zhongyuan Yinyun), en rimsamling från Yuandynastin ses allmänt som en viktig startpunkt för mandarinens historia. Många drag specifika för mandarin, som reducering av vissa slutkonsonanter och en förenkling av det medeltidkinesiska tonsystemet syns tydligt i detta verk.
Fram till 1900-talet talade väldigt få sydkineser mandarin, men tack vare samröre mellan ämbetsmän och allmoge fick den Peking-influerade mandarinen relativt stort inflytande åtminstone under det manchuiska Qingriket. Sedan 1600-talet hade statsmakten grundat ortoepiakademier (正音書院, zhèngyīn shúyuàn) i ett försök att anpassa uttalet efter Peking-standard, dock med begränsad framgång.
I och med upprättandet av ett grundskolesystem i den nya kinesiska republiken (både före och efter den kommunistiska revolutionen) fick anpassningsförsöken ett helt annat genomslag. Som resultat talar en stor majoritet av befolkningen mandarin både i fastlandskina och på Taiwan. I Hongkong är det formella och akademiska språket fortfarande kantonesiska, även om mandarin blir allt mer populärt.

### Benämningar och klassificering
Det svenska namnet kommer ursprungligen från sanskrit mantrin- (religiös minister) via portugisiska mandarim , på kinesiska 满大人 (mǎndàrén). Ordet är en översättning av kinesiska guānhuà (官話; 官话) som avser mandarinernas språk. Den senare termen anses idag som ålderdomlig men används emellanåt av lingvister som en sammanfattande term för alla varianter av mandarin, i motsats till standardkinesiska. En annan vanlig benämning för alla former av mandarindialekter är běifānghuà (北方話; 北方话) "nordliga dialekt(er)".

## Standardmandarin
För huvudartikel se standardkinesiska
Officiellt finns det två varianter av standardkinesiska: putonghua, som är standardspråket i folkrepubliken Kina (Fastlandskina), och kuo-yü (guoyu i hanyupinyin), som är standardspråket i Republiken Kina (Taiwan).
Båda varianterna baseras på dialekten som talas i Peking; putonghua bär dock vissa spår av andra dialekter. Skillnaden mellan de båda varianterna är ytterst få. Relativt stora skillnader finns dock i "skolmandarinen" från region till region, och ingen av dessa varieteter är identisk med Peking-dialekten.
Termerna putonghua och guoyu avser båda talspråk, och skillnaden mellan förenklad kinesiska och traditionell kinesiska (som beträffar skriftsystem) är inte samma sak.

## Varianter
Mandarin har många regionala varianter, vilket yttrar sig på två sätt:
1. Mandarinens dialekter täcker ett enormt område på närmare miljarden människor, vilket resulterar i avsevärda skillnader i lokalt uttal, ordförråd och grammatik. Dessa varianter skiljer sig minst lika mycket som svenska dialekter och i vissa fall mycket mer.
2. Standardkinesiska förespråkas mycket aktivt i Kina, Taiwan och Singapore som andraspråk. Detta har resulterat i att talare av mandarindialekter och andra former av kinesiska kryddar sin användning med regionala fonetiska variationer.

Mandarindialekter kan delas upp i åtta grupper: Peking, nordöstmandarin, ji lu, jiao liao, zhongyuan, lan yin, sydvästmandarin och jianghuai. Jin räknas emellanåt som en nionde grupp och ibland som en helt separat dialekt, skild från mandarindialekterna.
I områden som till största del är hankinesiska, både i fastlands-Kina och på Taiwan, lärs mandarin ut genom regelbunden användning med början från grundskolan. Efter andra klass sker all undervisning på mandarin, med undantag för några timmars hemspråksundervisning per vecka på Taiwan, något som har funnits sedan mitten av 1990-talet. Massundervisningen på mandarin har dock inte reducerat regionala skillnader så mycket som väntat. I Sydkina har lokala varianter av de nordliga dialekterna uppstått, med eget uttal och egen grammatik.

## Ordförråd
På grund av en lång historia av ljudreducering är antalet tvåstaviga ord i mandarinen mycket större än i andra kinesiska dialekter. Denna tvåstavighet har uppstått för att hantera det numera mycket stora antalet homofoner, och mandarinen visar på många ord där två morfem som betyder ungefär samma sak används tillsammans för att undvika sammanblandning. I skarp kontrast står klassisk kinesiska där tvåstaviga ord nästan inte förekommer alls.
Mandarinens pronomen är 我 (wǒ) "jag", 你 (nǐ) "du" och 他/她/它 (tā) "han/hon/det", med -men (们) som ett pluralsuffix. Dessa gäller nästan enhetligt för samtliga mandarindialekter, men inte för andra varianter av kinesiska. Förutom dessa så finns 咱们 (zánmen), använt för att uttrycka "vi" som inkluderar lyssnaren, och 您 (nín), en artigare form av "du".
Andra gemensamma ord är partiklar som anger aspekt och modus som 了 (-le), 着 (-zhe) och 过 (-guo). Dessa har ofta något annorlunda motsvarigheter i andra kinesiska dialekter, som exempelvis kantonesiskans 咗 och 紧.
På grund av dess läge nära Centralasien har mandarindialekterna lånord från altaiska språk som 胡同 (hútòng) "gränd". Sydkinesiska dialekter har haft större benägenhet att ta lånord från taispråk och austronesiska språk.

### Anpassning av lånord
På grund av det relativt låga antalet ljud i kinesiskan och den strikta stavelsestrukturen har talare av mandarin ofta haft stora svårigheter att på fonetisk väg låna in ord från språk med stora mängder konsonantanhopningar, det vill säga de flesta europeiska språk. För att komplicera inlåningen ytterligare gör det kinesiska skriftspråkets brist på rent fonetiska tecken det nästan omöjligt att rättvist representera lånord med inhemsk skrift. Det finns inget officiellt system för anpassning av utländska ljud, vilket gör att transkriberingar ofta resulterar i rätt kryptiska resultat när utländska namn ska skapas. Bra exempel är de kinesiska orden för latin, 拉丁语 (lādīngyǔ) och svenska (som språk) 瑞典语 (rùidǐanyǔ) som båda förvisso bär en viss fonetisk likhet med ursprungsorden, men som översatta tecken för tecken skulle bli "dra-spik-språket" och "lyckobådande-klassiker-språket".
I fråga om mer abstrakta begrepp och konkreta vardagsföremål har man i högre grad gått över till att översätta de begrepp orden står för. Telefon ändrades från det för kineser rätt otympliga "delüfeng" till 电话 (diànhuà) "eltal". Även om ordet för mikrofon fortfarande kan kallas 麦克风 (màikèfēng) börjar 话筒 (huàtǒng) "taltub" bli allt vanligare. Tåg kallas 火車 (huǒchē) som direkt översatt blir "eldvagn" eller "eldfordon". Detta har lett till att hela det västerländska naturvetenskapliga ordförrådet med suffix och prefix som baseras på grekiska och latin inte existerar i kinesiskan, utan ersätts av inhemska termer som översätts på liknande sätt som exemplen ovan. Kinesiskan har till exempel en komplett uppsättning av mestadels nybildade tecken för samtliga grundämnen i det periodiska systemet.
Det nära förhållandet mellan skriven kinesiska och japanska har också lett till att mandarinen har lånat in utländska ord och begrepp som japanskan i sin tur lånat in under sent 1800- och tidigt 1900-tal. Det finns dock några exempel på tecken som använts enbart för transkribering och som saknar abstrakt betydelse, varav en del härstammar redan från medeltidskinesisk tid där de använts för översättning av buddhistiska texter från sanskrit.